# بهترین بهترین‌ها ۳: هیچ راه بازگشتی نیست
بهترین بهترین‌ها ۳: هیچ راه بازگشتی نیست (انگلیسی: Best of the Best 3: No Turning Back) فیلمی در ژانر اکشن و رزمی به کارگردانی فیلیپ ری است که در سال ۱۹۹۶ منتشر شد. از بازیگران آن می‌توان به فیلیپ ری و جینا گرشان اشاره کرد.